# Thuốc thú y
Thuốc thú y là một đơn chất hoặc hỗn hợp các chất bao gồm dược phẩm, vắc xin, chế phẩm sinh học, vi sinh vật, hóa chất được phép dùng cho động vật với mục đích để phòng bệnh, chữa bệnh, chẩn đoán bệnh và điều chỉnh, phục hồi chức năng sinh trưởng, sinh sản... của động vật.

## Một số loại thuốc thú y
- Vắc xin dùng trong thú y: bao gồm các chế phẩm sinh học có chứa kháng nguyên, tạo cho cơ thể động vật khả năng đáp ứng miễn dịch, được dùng để phòng bệnh cho động vật.